# Dirceu Pereira de Araújo
Dirceu Pereira de Araújo (Belo Horizonte, 28 de abril de 1941 - Nova Lima, 17 de julho de 2015) foi um jornalista, radialista, empresário e político brasileiro do estado de Minas Gerais.
Dirceu Pereira foi deputado estadual constituinte de Minas Gerais na 11ª legislatura (1989-1991), pelo PMDB.

Foi também prefeito de Ribeirão das Neves, no período de 2001 a 2004. Foi diretor de promoções da Ademg (Administração de Estádios do Estado de Minas Gerais), membro do Conselho Estadual de Esportes Infantil e Presidente da Associação Mineira de Cronistas RGT Esportivos.
  Foi diretor de seis rádios no interior de Minas Gerais, Expresso Fm, Veredas Fm, Onda Fm, Montense Fm, Liderança Fm, Positiva Fm. Foi diretor de hotéis nas cidades de Arcos, Nova Serrana, e Pitangui. 
Dia 17 de julho de 2015, Dirceu Pereira faleceu em razão de complicações do quadro de diabetes em um hospital de Nova Lima.
Dirceu, como era chamado pelos amigos, começou a carreira na Rádio Itatiaia, indo depois para a Guarani, como repórter de futebol. Cobria o Cruzeiro. Depois disso, trabalhou na TV Itacolomi, como produtor e apresentador. Ingressou na política como deputado estadual, de 1989 a 1991, e foi prefeito de Ribeirão das Neves de 2001 a 2004.
Além disso, foi presidente da Associação Mineira dos Cronistas Esportivos (AMCE) por três mandatos e foi vice-presidente em anos anteriores. Também ocupou o cargo de diretor operacional e chefe de gabinete da Administração de Estádios do Estado de Minas Gerais (Ademg). O corpo foi velado  na Assembleia Legislativa de Minas Gerais.
 Dirceu se destacou ao produzir e apresentar o “Brasa 4”, na TV Itacolomi, nos anos 1960. O programa era uma espécie de versão local do paulista “Jovem Guarda”, apresentado por Roberto Carlos, Erasmo Carlos e Wanderléa. O programa fez história. Nas tardes de sábado, uma enorme fila se formava na Avenida Assis Chateaubriand, em frente ao Teatro do Palácio do Rádio, hoje Teatro Alterosa.
Cantores locais ganharam fama, como Redig, que cantava sempre em inglês; e ainda Jamal, Edinho, Amir Francisco, Wagner Carone, Conrado. Muitos eram os conjuntos lançados, alguns com repercussão nacional, como “Os Intrépidos”, “Os Intrusos”, “Analfabitles”, “Wood Face”, “Os Turbulentos”, “Brazilian Boys”. Mas foi também no “Brasa 4”, de Dirceu Pereira, que foram lançados Márcio Greyck, Eduardo Araújo, Martinha, Toninho Horta. Ganharam o público mineiro para, depois, se tornarem nomes nacionais. Por lá também passaram Milton Nascimento, Fernando Brant, Marilton Borges e  Célio Balona.
Mais tarde, Dirceu lançaria outro programa, “Discotape”, também na TV Itacolomi. Ele também se também se destacou em programas de utilidade pública, como o “Povo na TV”, quando da associação da TV Alterosa com o SBT. E ainda criou o “Cidade conta Cidade”, em que as cidades mineiras se enfrentavam e competiam em tarefas.
Dirceu Pereira também apresentou o programa "Dirceu aos Sábados" na Rede Minas de televisão, onde se destacaram nomes como o jurado Robson Anisio, que se tornou Radialista seguindo as influencias do apresentador.